# Phanerochaete luteoaurantiaca
Phanerochaete luteoaurantiaca är en svampart som först beskrevs av Elsie Maud Wakefield, och fick sitt nu gällande namn av Harold H. Burdsall 1985. Phanerochaete luteoaurantiaca ingår i släktet Phanerochaete och familjen Phanerochaetaceae.   Inga underarter finns listade i Catalogue of Life.